# Celso Luis Gomes
Celso Luis Gomes (født 2. september 1964) er en tidligere brasiliansk fodboldspiller.
Han har spillet for flere forskellige klubber i sin karriere, herunder Shimizu S-Pulse.